# Chmielnica (rejon brasławski)
Chmielnica – dawna kolonia. Tereny, na których była położona, leżą obecnie na Białorusi, w obwodzie witebskim, w rejonie brasławskim, w sielsowiecie Opsa.

## Historia
W czasach zaborów w granicach Imperium Rosyjskiego.
W latach 1921–1939 kolonia leżała w Polsce, w województwie nowogródzkim (od 1926 w województwie wileńskim), w powiecie dziśnieńskim (od 1926 w powiecie brasławskim), w gminie Bohiń a następnie w gminie Opsa. 
Według Powszechnego Spisu Ludności z 1921 roku zamieszkiwało tu 21 osób, wszystkie były wyznania rzymskokatolickiego i zadeklarowały polską przynależność narodową. Były tu 2 budynki mieszkalne.
Miejscowość należała do parafii rzymskokatolickiej w Opsie. W 1933 podlegała pod Sąd Grodzki w Opsie i Okręgowy w Wilnie; właściwy urząd pocztowy mieścił się w Opsie.